# Daizen Maeda
Daizen Maeda (前田 大然 Maeda Daizen?), född 20 oktober 1997 i Osaka prefektur, är en japansk fotbollsspelare som spelar för Celtic. Han har även spelat för det japanska landslaget.

## Karriär

### Celtic
Den 31 december 2021 lånades Maeda ut av Yokohama F. Marinos till Scottish Premiership-klubben Celtic på ett låneavtal över resten av säsongen och därefter med en obligatorisk köpoption. Vid slutet av säsongen skrev Maeda sedan på ett fyraårskontrakt med Celtic.

## Landslagskarriär
Maeda var en del av Japans trupp i Copa América 2019. I november 2022 blev han uttagen i Japans trupp till VM 2022.